# Historia-Meister
Als Historia-Meister oder Meister der Historia Friderici et Maximiliani wird ein Zeichner und Maler benannt, der Anfang des 16. Jahrhunderts in Niederösterreich tätig war. Der namentlich nicht bekannte Künstler erhielt seinen Notnamen durch seine Illustrationen zu der Lebensgeschichte (lat. Historia) Friedrich III. und seines Sohnes Maximilian I., einem Manuskript, das Joseph Grünpeck um 1507/08 (nicht wie oft behauptet erst um 1514/15) für Kaiser Maximilian verfasste.

## Stil
Der Meister der Historia Friderici et Maximiliani  wird stilistisch zur Donauschule gerechnet. Da seine graphische Handschrift der von Albrecht Altdorfer sehr nahesteht, wurde er als dessen Schüler betrachtet. Oft werden die Illustrationen der Historia Friderici et Maximiliani auch als ein Werk von Altdorfer selbst betrachtet.

## Identifizierung
Neben der Identifizierung mit Albrecht Altdorfer wird der Historia-Meister auch manchmal mit Niclas Breu aus Krems identifiziert. Diese Zuordnungen sind ebenso wie die weiter vorgeschlagene Gleichsetzung mit dem Meister des Pulkauer Altars nicht sicher und teilweise umstritten.